# 普朗金顿 (南达科他州)
普朗金顿（英語：Plankinton），是美国南达科他州下属的一座城市。根据2010年美国人口普查，该市有人口704人。论人口在本州排行第88。